# Premier ministre d'Antigua-et-Barbuda
Le Premier ministre d'Antigua-et-Barbuda est le chef du gouvernement d'Antigua-et-Barbuda. À ce titre, il dirige l’exécutif de ce pays.

## Histoire
À partir de 1960, Antigua-et-Barbuda bénéficie d'un statut de territoire autonome et l'exécutif est d'abord dirigé par un ministre en chef (Chief Minister of Antigua), puis un « Premier des ministres » (Premier of Antigua) de 1967 à 1981, enfin un Premier ministre (Prime Minister of Antigua and Barbuda) depuis l'indépendance le 1er novembre 1981.

## Liste
| N°  | Portrait        | Titulaire (Naissance-mort)   | Élection            | Mandat           | Mandat           | Mandat                     | Parti politique | Parti politique |
| N°  | Portrait        | Titulaire (Naissance-mort)   | Élection            | Début            | Fin              | Durée                      | Parti politique | Parti politique |
| --- | --------------- | ---------------------------- | ------------------- | ---------------- | ---------------- | -------------------------- | --------------- | --------------- |
| 1   | Vere Bird       | Vere Bird (1910-1999)        | 1960 1965           | 1er janvier 1960 | 14 février 1971  | 11 ans, 1 mois et 13 jours |                 | ALP             |
| 2   | George Walter   | George Walter (1928-2008)    | 1971                | 14 février 1971  | 1er février 1976 | 4 ans, 11 mois et 18 jours |                 | PLM             |
| (1) | Vere Bird       | Vere Bird (1910-1999)        | 1976 1980 1984 1989 | 1er février 1976 | 9 mars 1994      | 18 ans, 1 mois et 8 jours  |                 | ALP             |
| 3   | Lester Bird     | Lester Bird (1938-2021)      | 1994 1999           | 9 mars 1994      | 24 mars 2004     | 10 ans et 15 jours         |                 | ALP             |
| 4   | Baldwin Spencer | Baldwin Spencer (né en 1948) | 2004 2009           | 24 mars 2004     | 13 juin 2014     | 10 ans, 2 mois et 20 jours |                 | UPP             |
| 5   | Gaston Brown    | Gaston Browne (né en 1967)   | 2014 2018 2023      | 13 juin 2014     | en cours         | 10 ans, 8 mois et 23 jours |                 | ABLP            |